# Madavagurjenahalli, Kolar
Madavagurjenahalli là một làng thuộc tehsil Kolar, huyện Kolar, bang Karnataka, Ấn Độ.